# Stewart (fiume)
Il Stewart  è un fiume del Canada che scorre nello Yukon. Il fiume nasce dai monti Selwyn e, dopo circa 530 chilometri,  si immette nel fiume Yukon. Fra gli affluenti vanno menzionati i fiumi Beaver, il McQuesten e l'Hess.

## Corso

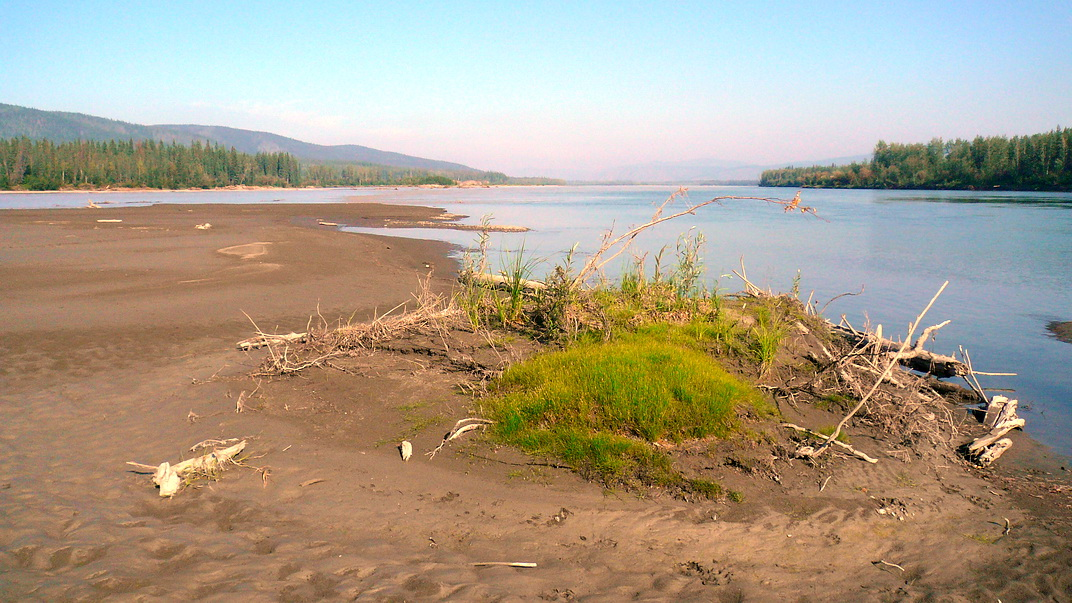
Il fiume alla confluenza con lo Yukom

Nasce nei monti Selwyn, che si trovano al confine tra i Territori del Nord-Ovest e lo Yukon. Da lì, lo Stewart scorre verso occidente, oltrepassando il villaggio di Mayo. Nei pressi del villaggio di Stewart Crossing, il fiume è attraversato dall’autostrada del Klondike, che corre verso ovest in parallelo al fiume per circa 56 km. Una volta lasciata l’autostrada, il fiume procede verso sud-ovest, fino ad intersecarsi con il fiume Yukon, 112 a sud della città di Dawson City. Il villaggio del fiume Stewart, quasi completamente abbandonato, si trova presso la foce del fiume.